# Почапки
Поча́пки — село в Україні в Острозькій міській громаді,  Рівненського району, Рівненської області. Населення становить 460 осіб.

## Населення

### Мова
Розподіл населення за рідною мовою за даними перепису 2001 року:
| Мова       | Кількість | Відсоток |
| ---------- | --------- | -------- |
| українська | 579       | 99.31%   |
| російська  | 2         | 0.34%    |
| білоруська | 1         | 0.17%    |
| румунська  | 1         | 0.17%    |
| Усього     | 583       | 100%     |

## Історія
Переважно висотна, колись щедро заліснена околиця Почапок приховує сліди залюднення з доби ранньої бронзи, що підтверджують вияви старовинних осередків ливарного, гончарного, смолокурного промислу, принагідні знахідки крем'яних, металічних наконечників до стріл, списів, рештки побутових прикрас, обосічних мечів, кольчуг, молотів, могильних реліквій, контури старовинних людських криївок.
Першу звістку про село Почапки вдалося виявити в грамоті від 5 серпня 1478 року, де Ванько Джусич засвідчує поділ спадкового дідівського майна з братаничем Олехном Джусою. Там серед іншого читаємо: "А пану Олехну на його пай припало: Бочаниця, і Тесів, і Сіяний Гай [Сіянці], і Садки, і Ляхів [Кутянка], і Новгородчичі, і Волотковичі, і Почапці ["Почапци"] та все, що до цих сіл належить". Опис актів Київського центрального архіву на основі документа 1570 року «в Почапкє» ["в ПочапкҌ"] фінсує майнові претензії селян до поміщицьких землевласників. Польський географічний словник 1902 року, згідно з судовим актом 1583 року, документує «Почепкі» ["Poczepki"] як такі, що мали 59 дворів, 207 мешканців, 2 ставки, смолокурню, осередок заготівлі будівельного лісу.
На початку 1651 року в «Почапках близ речки Татарки» розвідувальний загін козацького війська мав сутичку з ватагою польської шляхти, котра після бою зазнала тут великих втрат. Статистичні дані за 1891 рік свідчать, що «село Почепки волости Сеянецкой» мало 79 дворів, 710 мешканців, корчму, ставок, деревообробну майстерню, знамениту на всю околицю кузню, круподерню. Довідник 1947 року реєструє «Почапки» як село «По папської» сільради, що десь з 1959—1961 років переходить в адміністративне підпорядкування суміжного Милятина, а з 1991 року знову має свою управу, тобто власну сільську Раду.

## Походження назви населеного пункту
Чинна назва Почапки, як і найдавніші документовані «Почапці», належать до множинних утворень, котрі переважно символізували наймення людей. На цій підставі можна в ній теж вбачати особове ім'я, прізвисько чи прізвище Почапко, де кінцеве «ко» є, очевидно, виразником поняття «син Почапа», а само ж «Почап» («Почеп») документується з кінця XV століття: «А при том был и боярин Вадим Михайлович Почеп» (1496 рік).
За походженням воно ще загадкове. Найбільш ймовірно вбачати в ньому однозвучне ім'я людини, витворене з давньоруських двокомпонентних особових наймень зразка Почануть (Поча-путь), де «Поча» від дієслова починати (почати) «приступати до певної дії», «засновувати, закладати щось», «набирати віку», а в комплексі з путь «шлях» могло виражати побажання народженому: «Нехай початкує новий життєвий шлях!»
У документованому «Почепки» його «е» після ствердіння «ч» закономірно перейшло в «а», крім того, колишні «Почепци» («Почапци») мають ще правомірне «ц», витворене внаслідок видозміни «к» перед кінцевим «і» («й») через так зване пом'якшення приголосних.
Виходить безсумнівне: Почапки — це назва, де значення «оселя, котру заснували, фундували, привласнили люди з прізвиськом, прізвищем чи іменем Почапко (Почепко)», розвиток якого є ще загадковим І вимагає нових фактажів.

## Легенда про село Почапки
За легендою, в околиці теперішніх Почапок славилась колись прегарна лісова галявина з джерельцями цілющої води. Про це знали мешканці близьких і далеких населених пунктів, численні мандрівники. І вістка ця долетіла до знедоленого важкими недугами славетного будівничого Почапка, котрий прибув сюди з підручними, звів курінь і почав лікуватись. Пробіг час — і лицар споруд, твердо ставши на ноги, безмежно зрадів та, наче в дар подяки, вирішив осісти тут на все життя. А коли неподалік галявини зросло сільце, його урочисто назвали за іменем рідні першого поселенця — Почапки.
Відомі теж інші легенди, перекази.

## Іменовані мікрооб'єкти
Почапки мають іменовані мікрооб'єкти, як:
- Баранівка — хутір у колишньому статусі села;
- Бехтеруківщина — вулиця, де проживала родина Бехтерука;
- Вонючка — місцеве наймення річки Сороки, що мала тут загниваючі болотяні зарослі;
- Вдовина криничка — водяне джерельце на маєтності вдови, а за легендою, — місце, де вдова вимолювала небесного дощу;
- Глибока долина — поле на схилах просторої долини з пересохлим озерцем;
- Глинища — нива в околиці колишнього глиняного кар'єру;
- Деркачівка — вулиця, основана родиною Деркачів;
- Душинщина — недавно вирощений ліс в однойменному лузі багатія Душинського;
- Жиганів сад —площею до 5 гектарів сад, створений при дворі поміщика Жигана;
- Колонія — культивовані ґрунти при однойменному поселенні, де жили колоністи (чехи, поляки, німці);
- Курган — упорядкований та увінчаний фігурним Хрестом земляний насип в околиці церкви на місці ймовірного старовинного «курганного» поховання;
- Лебединщина [Лебедінщина] — поле в східній околиці села на маєтності пана Лебединського;
- Лисин — орні ґрунти, які були у власності Лиса;
- Малишевщина [Малишівщина] — поля пана Малишевського;
- Мар'янівка — хутір, який раніше мав статус села;
- Милєвщина — поле на місці лісу пана Милєвського;
- Михалівщина — вулиця за прізвищем мешканців Михал (Михалів);
- Мищукове [Міщукове] — нива на колишній власності Мищука;
- Набережна —сільська дільниця в надбережжі річки;
- Почапки — перша (початкова) вулиця, яка ніби породила назву цього села;
- Попівщина — ґрунти, приналежні священнику (попові);
- Придатки — частина лісу на так званих «придатках», тобто домірених частин землі до основних масивів «Душинщини»;
- Рафалівшина — поле на маєтності Рафалова;
- Рутка — культивовані ґрунти в околиці долини з колишнім озерцем, джерельцем, де, кажуть, росла запашна лікувальна «рутка», а за іншим міркуванням, — так колись називали криничку з рудим кольором води:
- Рухнєвщина — частина лісу пана Рухневського;
- Скринщина — ліс у западинах, улоговинах за формою скрині;
- Сорока — річка;
- Стависько — сінокіс, пасовисько на місці, в околиці колишнього ставу та осушених боліт;
- Стельмахівщина — вулиця, де проживала родина Стельмахів;
- Татарка — місцева назва річки Сороки, при березі якої росла «татарка» («татарник») — бур'ян з колючим листям і стеблом та червоно-бузковим суцвіттям, а за легендою, — тут у бою загинуло багато татар;
- Теремище — хутір, названий за однозвучним словом у значенні «місце, де були тереми», тобто гарні будинки заможних людей, а за переказами — тут масово процвітав «теремок» («кульбаба»);
- Чисте болото — ліс на місці колишнього «чистого» озера серед боліт;
- Шевчунів горб — висота на маєтності Шевчуна;
- Ямище — чагарникова околиця з ямами.

В Україні Почапки одинокі, хоч існують нечисленні споріднені, близькозвучні найменування населених пунктів, як Початі, Почапинці, Почапці, Почепи.
У Польщі є Почепок, Почепка; Білорусь має Пачапков, Пачапанци; Росія — Почеповск, Почепаны. На Київщині в басейні Здвижу (притока Тетерева) є струмок Почепин.